# Fahlbrustlerche

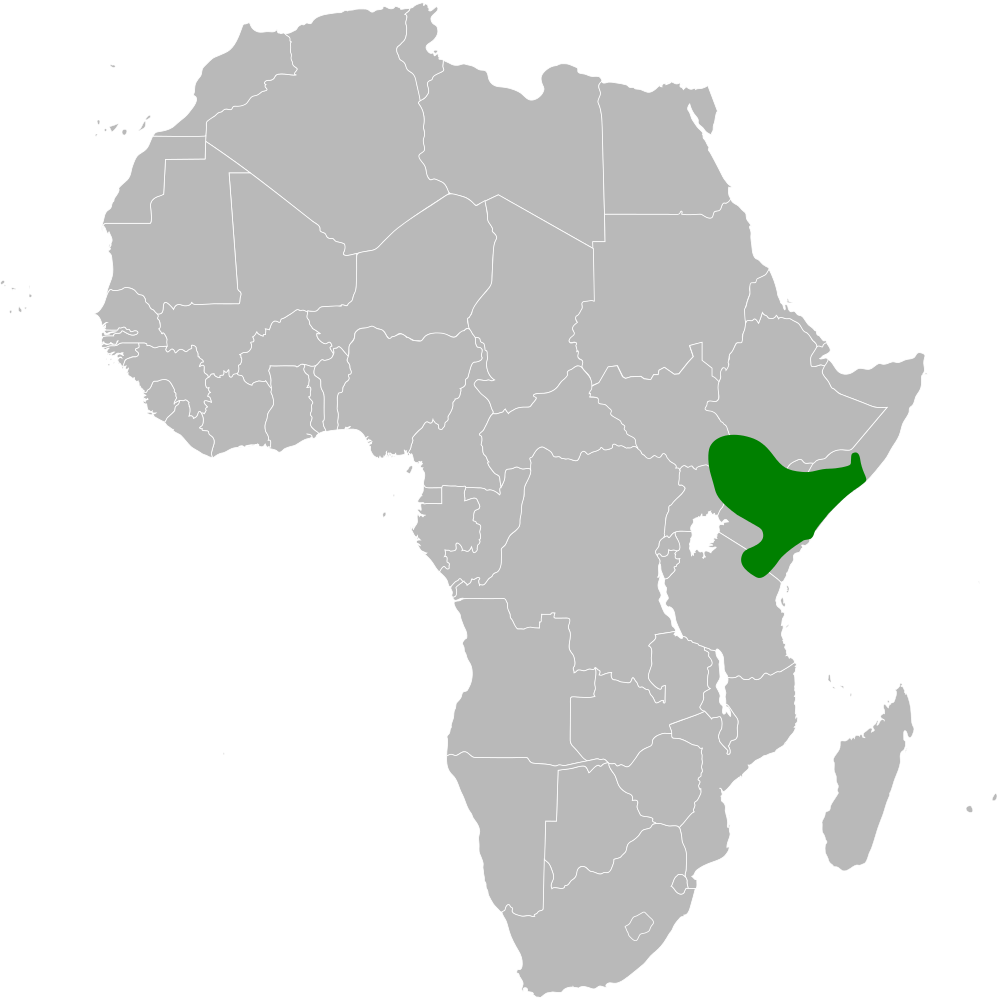
Verbreitungskarte der Fahlbrustlerche

Die Fahlbrustlerche (Calendulauda poecilosterna) ist eine große Art aus der Familie der Lerchen. Sie entspricht in ihrer Größe etwa der einer Feldlerche, ist aber schlanker gebaut und hat einen relativ längeren Schwanz. In ihrem Habitus erinnert sie an einen Pieper. Das Verbreitungsgebiet der Fahlbrustlerche liegt im östlichen Afrika. Es werden mehrere Unterarten unterschieden. Die Fahlbrustlerche wurde lange als Art der Gattung  Mirafra  eingestuft und galt gemeinsam mit der Rostlerche und der Gillettlerche als Superspecies. Auf Grund ihrer genetischen Daten wird sie heute jedoch in die Gattung Calendulauda gestellt. Es ist strittig, ob eine Unterteilung von Unterarten geboten ist. Rudolf Pätzold unterscheidet mehrere Unterarten, das Handbook of the Birds of the World dagegen keine.
Die IUCN stuft die Fahlbrustlerche als nicht gefährdet (least concern) ein.

## Merkmale
Die Fahlbrustlerche erreicht eine Körperlänge von etwa 15 bis 16 Zentimetern, wovon 6,4 bis 7,9 Zentimeter auf den Schwanz entfallen. Der Schnabel misst vom Schnabel aus gemessen 1,4 bis 1,65 Zentimeter. Fahlbrustlerchen wiegen etwa 24 bis 33 Gramm. Es besteht kein Geschlechtsdimorphismus. Grundsätzlich sind die Vertreter im Süden des Verbreitungsgebietes dunkler und stärker orangebraun gefiedert.
Die Fahlbrustlerche ist auf Stirn und Scheitel grau gefiedert. Der Nacken und der Mantel sind ebenfalls grau, haben jedoch einen ausgeprägteren Braunanflug. Die übrige Körperoberseite ist rötlich braun. Die Oberschwanzdecken sind fast einfarbig grau, die einzelnen Federn haben jedoch helle Spitzen.
Die Halsseiten sowie das Gesicht sind orangebraun, ein unauffälliger Überaugenstreif ist etwas heller. Von der Schnabelbasis über das Auge verläuft ein dunkler Streif. Die Federn an Kinn, Kehle und Brust sind weißlich mit orangebraunen Federzentren, die insbesondere auf der Brust zu einer verwaschen wirkenden Streifung führen. Der Bauch ist weißlich, die Flanken haben einen ausgeprägteren Orangebraunton. Die Unterschwanzdecken sind schmutzig weiß. Die Hand- und Armschwingen sowie die Flügeldecken sind braun mit hellen Säumen und Spitzen. Die Steuerfedern sind gräulich braun. Zu den wichtigen Unterscheidungsmerkmalen zu anderen Lerchenarten gehört, dass es keinen Weißanteil an der sechsten (äußersten) Steuerfeder gibt.

## Verbreitungsgebiet und Lebensraum
Das Verbreitungsgebiet der Fahlbrustlerche reicht vom Nordosten Ugandas, dem Südosten des Sudan und dem Südwesten Äthiopiens über Kenia bis nach Tansania. Sie ist noch am Fuße des Kilimandscharos anzutreffen. Weiter im Osten gehört noch der Tsavo-East-Nationalpark zum Verbreitungsgebiet. In Kenia kommt die Fahlbrustlerche nur unterhalb von 1800 Höhenmetern vor. Sie ist im gesamten Verbreitungsgebiet ein Standvogel, die ganzjährig ein Revier verteidigt. Sie ist entsprechend entweder einzelgängerisch oder in Paaren anzutreffen.
Der Lebensraum der Fahlbrustlerche sind trockene Dornstrauchsavannen und Akazienhaine. Sie ist besonders häufig auf sandigen Böden anzutreffen, die nur schütter mit Gräsern bestanden sind.

## Lebensweise
Die Fahlbrustlerche ruft heuschreckenähnlich „twiiet“. Das Männchen zeigt nur sehr selten einen Singflug wie er für die meisten Lerchenarten typisch ist, sondern trägt seinen Gesang fast immer vom höchsten Zweig eines Baumes oder Busches vor.
Die Nahrung besteht überwiegend aus Insekten, die vom Erdboden gepickt werden. Eine besonders große Rolle spielen bei der Deckung des Nahrungsbedarfes Termiten.
Die Brutzeit der Fahlbrustlerche ist abhängig von der Regenzeit und fällt entsprechend in den Zeitraum Dezember bis Januar und März bis Juni. Wie alle Lerchen ist die Fahlbrustlerche ein Bodenbrüter. Das Nest ist ein Napf aus trockenem Gras, das sich in der Regel in einer flachen Mulde unter kleinen Büschen oder an Baumstämmen befindet. Das Gelege besteht aus zwei Eiern.

## Einzelbelege
1. 1 2 3 4 5 6 7   Birds of the World zur Fahlbrustlerche, aufgerufen am 22. Mai 2022
2. ↑  Pätzold: Kompendium der Lerchen. S. 117.
3. ↑  Calendulauda poecilosterna in der Roten Liste gefährdeter Arten der IUCN 2016. Eingestellt von: BirdLife International, 2016. Abgerufen am 8. März 2017.
4. ↑  Pätzold: Kompendium der Lerchen. S. 115.
5. 1 2 3  Pätzold: Kompendium der Lerchen. S. 116.